# Police Academy 4
Police Academy 4: Citizens on Patrol is een Amerikaanse komediefilm uit 1987 en de vierde film in de reeks Police Academy-films.
De film betekende de terugkeer van het personage Harris, die voor het laatst te zien was in deel 1. In deel 2 en 3 werd zijn rol overgenomen door Art Metrano als Mauser. Hij raakte echter gewond bij een val in deel 3 en vroeg om in de volgende films te worden vervangen. Hij is inmiddels gepromoveerd tot hoofdinspecteur.
Tevens is dit de laatste film met Steve Guttenberg als Carey Mahoney en ook de laatste Police Academy-film die geen plaats heeft gekregen op de lijst van slechtste films van de IMDb.

## Verhaal
Commandant Lassard komt met zijn nieuwste project: Citizens on Patrol (Burgers op Patrouille), of kortweg C.O.P. Dit project moet de band tussen de politie en de burgers versterken. Verder moet het de burgers actiever betrekken bij de politie. De burgemeester en gouverneur hebben reeds hun toestemming gegeven. Lassard zal het idee zelfs op een internationale politiebijeenkomst in Engeland presenteren. Verder zullen Lassards troepen het plan in praktijk brengen.
Hoofdinspecteur Harris ziet niets in het plan omdat volgens hem de banen van agenten erdoor in gevaar komen. Commissaris Hurst wijst hem erop dat de gouverneur het een goed idee vindt, en zolang dat zo is staan hij en Harris achter het plan.
De aanmeldingen komen al snel binnen. De zwaarlijvige Tommy "House" Conklin, een oude bekende van Hightower, meldt zich als een van de eersten aan. Twee kennissen van Mahoney komen ook bij het C.O.P. programma nadat ze worden betrapt op illegaal skateboarden, maar Mahoney weet de rechter te overtuigen om ze als alternatieve straf te laten deelnemen aan C.O.P. Immers: hij is zelf ook bij de politie gekomen omdat hij als alternatieve straf de opleiding moest volgen. Tackleberry haalt een zekere mevrouw Feldman op. Een bejaarde dame die al net zo'n wapenfreak is als hijzelf.
Wanneer de opleiding van de "rekruten" begint maakt Lassard in een interview bekend dat dit de kroon op zijn werk zal worden. Daar hij zelf wegmoet voor de politieconferentie wordt uitgerekend Harris aangesteld om toezicht te houden op de ontwikkelingen.
Op de conferentie nodigt Commissaris Hurst een aantal vertegenwoordigers van buitenlandse politieacademies uit om zelf te komen kijken naar het succes van het project. Rond diezelfde tijd beginnen de C.O.P.-burgers aan hun praktijktraining. Mevrouw Feldman meent een groep helers te zien in de haven. In een poging ze te onderscheppen arresteren ze per ongeluk een undercover politieagent. Na deze blamage wordt het project vroegtijdig stopgezet.
Wanneer de buitenlandse politievertegenwoordigers aankomen leidt Harris hen rond op de academie. Proctor laat per ongeluk alle gevangenen ontsnappen. Deze sluiten de vertegenwoordigers op en nemen de benen. Samen met de C.O.P.-burgers begint een klopjacht door de stad om alle voortvluchtigen weer te arresteren. Dit draait uiteindelijk uit op een achtervolging door de lucht met heteluchtballonen en klassieke dubbeldekkers. Na afloop wordt het project weer opgestart.

## Rolverdeling
| Acteur              | Personage                               |
| ------------------- | --------------------------------------- |
| Steve Guttenberg    | Brigadier Carey Mahoney                 |
| Bubba Smith         | Brigadier Moses Hightower               |
| Michael Winslow     | Brigadier Larvell Jones                 |
| David Graf          | Brigadier Eugene Tackleberry            |
| Marion Ramsey       | Brigadier Laverne Hooks                 |
| Tim Kazurinsky      | Agent Sweetchuck                        |
| Leslie Easterbrook  | Inspecteur Debbie Callahan              |
| G.W. Bailey         | Hoofdinspecteur Thaddeus Harris         |
| Bobcat Goldthwait   | Agent Zed                               |
| George Gaynes       | Commandant Eric Lassard                 |
| Lance Kinsley       | Inspecteur Proctor                      |
| Billie Bird         | Mevr. Lois Feldman                      |
| Sharon Stone        | Claire Mattson                          |
| Derek McGrath       | Butterworth                             |
| George R. Robertson | Commissaris Hurst                       |
| Brian Tochi         | Cadet Nogata                            |
| Tab Thacker         | Agent Thomas 'House' Conklin            |
| Scott Thomson       | Brigadier Chad Copeland                 |
| Corinne Bohrer      | Laura                                   |
| Colleen Camp        | Brigadier Kathleen Kirkland-Tackleberry |

## Prijzen/nominaties
De film werd genomineerd voor een Golden Raspberry Award voor slechtste filmmuziek.

## Trivia
- Dit was de debuutfilm voor David Spade.
- Oorspronkelijk zou de film direct na de derde film worden gemaakt, maar de dood van Jerry Paris (die de vorige film regisseerde) vertraagde de productie.
- Wanneer Tackleberry zit te eten bij zijn schoonfamilie is op de achtergrond de trouwfoto van zijn huwelijk met Kathleen in de tweede film te zien.